# Amazon (Schiff, 2014)
Die Amazon ist ein kombinierter Rohr-Kabelleger, der ursprünglich als Ceona Amazon  wurde und sich heute im Eigentum von McDermott befindet. Die spezielle Decksausrüstung zum Rohrlegen wurde beim niederländischen Unternehmen Huisman installiert.

## Geschichte
Das Schiff wurde auf der Lloyd Werft in Bremerhaven als Ceona Amazon für die britische Firma Ceona Services gebaut und Ende 2014 abgeliefert. Der Kasko entstand auf der polnischen Crist-Werft.
Die 2012 gegründete Offshore-Firma Ceona des Mehrheitseigentümers Goldman Sachs Capital Partner hatte im Sommer 2015 Insolvenz angemeldet und daher lag der Rohrleger nach der Ablieferung auf. Im Frühjahr 2017 wurde er an die im Houston ansässige Offshore-Firma McDermott verkauft, die unter anderen mit der Lay Vessel North Ocean 105 einen kleineren Rohrleger betreibt, und in Amazon umbenannt.

## Technische Daten
Das Schiff ist 199,4 Meter lang, 32,2 Meter breit, hat einen Tiefgang von 8,0 Metern und wird von einer dieselelektrischen Anlage angetrieben. Sie besteht aus sechs MAN-Dieselmotoren, die Generatoren mit insgesamt 28.000 kW Leistung antreiben. Für die Propulsionsanlage wurden drei Azimuth-Heckstrahler zu je 3.500 kW Leistung, drei einziehbare Azimuth-Bugstrahler mit 2.400 kW Leistung sowie ein Tunnel-Bugstrahler mit 1.800 kW Leistung installiert. Die Dienstgeschwindigkeit beträgt 12 kn und die max. Geschwindigkeit 14 kn. Zur Unterbringung der 200 Personen (Besatzung und Servicepersonal zum Rohrlegen) stehen 16 Einzelkabinen und 92 Doppelkabinen zur Verfügung.

## Weitere Ausstattung

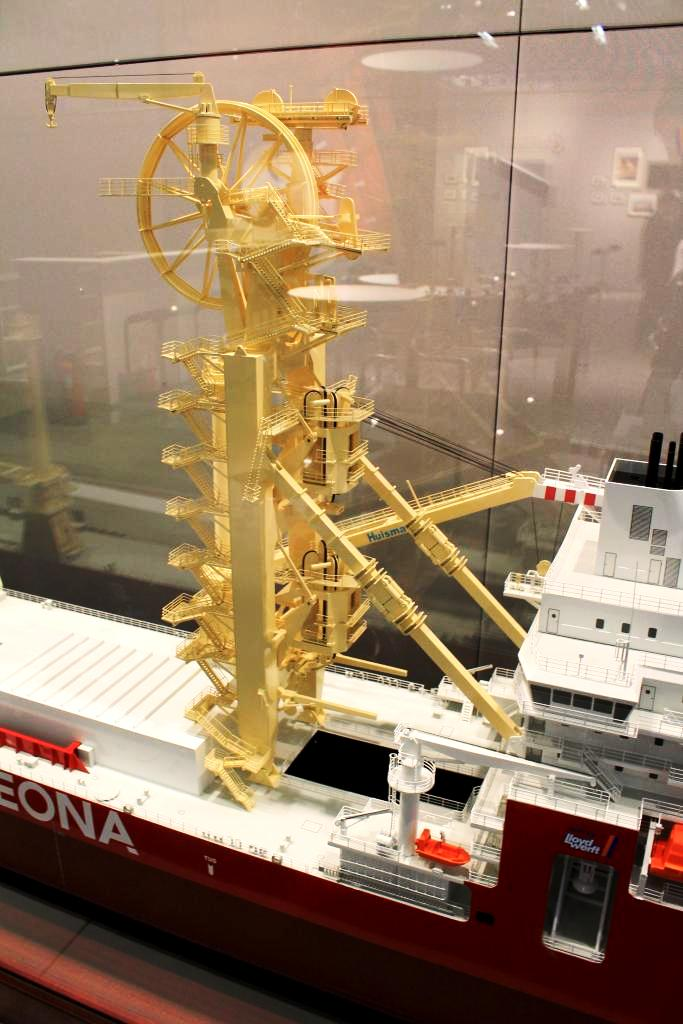
Modell der Ceona Amazon auf der SMM 2014, Blick auf den Verlegeturm und in den Laderaum

Das Spezialschiff ist mit speziellen Einrichtungen zur Verlegung von Rohrleitungen ausgestattet, unter Deck können rund 5500 t und an Deck etwa 3000 t an Rohrmaterial gestaut werden. Im Vorschiff befindet sich ein Hubschrauberlandeplatz, außerdem gehören zwei ROV (Remotely Operated Vehicles) zur Ausstattung, die bis in Tiefen von 3000 m arbeiten können. Der dazugehörige Moonpool misst 8 × 13,5 m. Weiterhin sind zwei seegangkompensierte 400-Tonnen-Schwerlastkräne vorhanden, die durch einen 30-Tonnen-Knickarm-Kran ergänzt werden. Sie dienen sowohl zum Umschlag, zur Rohrverlegung, als auch zur Installation großer Unterwasseranlagen bis in Wassertiefen von 3.000 Metern. Ein Kongsberg-DP-System steuert die verschiedenen Propulsionsorgane an und sorgt für die dynamische Positionierung beim Rohrlegen und den Offshore-Kranarbeiten. Zum Krängungsausgleich dient ein Antiheelingsystem von Hoppe mit 3 × 1700 m³/h. Zur Trinkwassererzeugung wurde eine Umkehrosmose-Anlage mit 2 × 50 m³/Tag installiert und die Ballastwasser-Aufbereitungsanlage von MMC hat eine Kapazität von 300 m³/h.

## Rohrverlegung

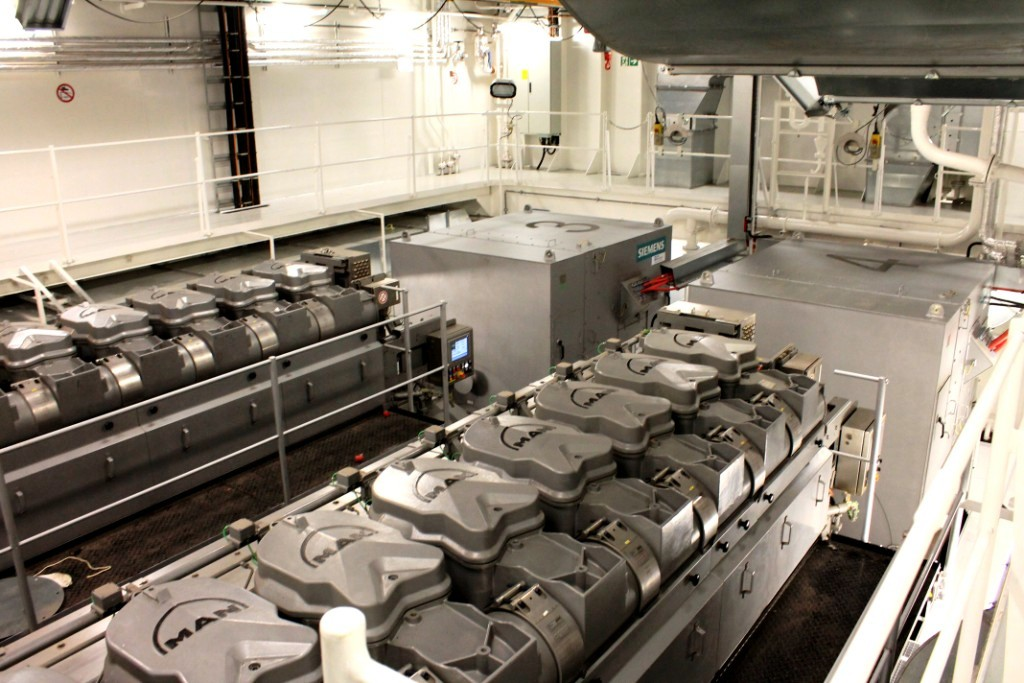
Blick in den Maschinenraum auf zwei der sechs Hauptmotoren

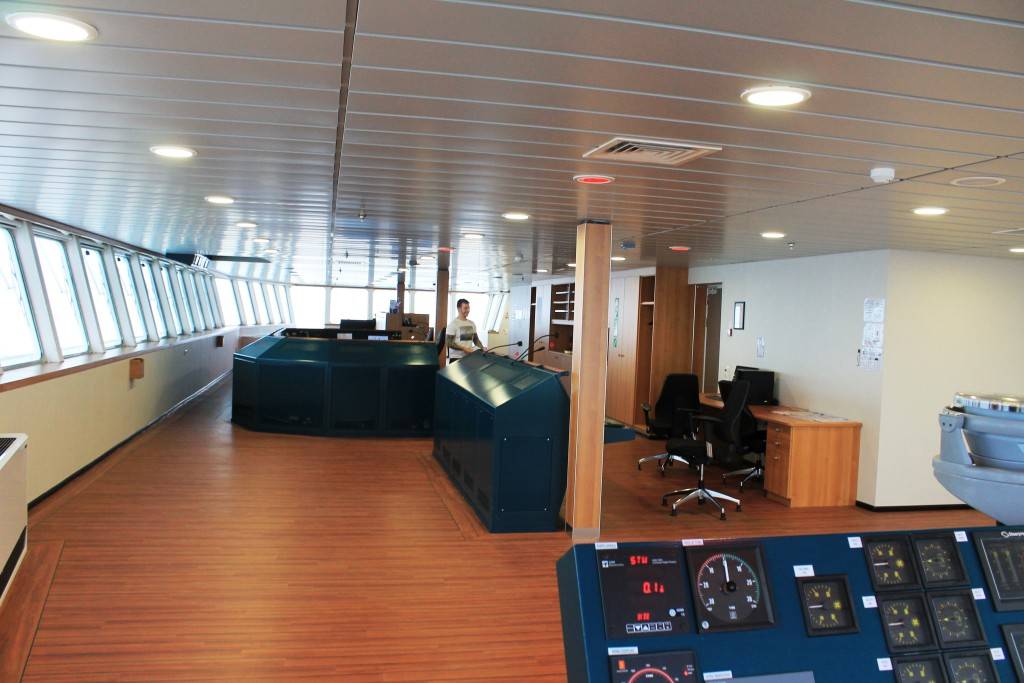
Blick auf die Brücke

Es gibt zwei prinzipielle Methoden zur unterseeischen Rohrverlegung, das S-Verlegeverfahren für flaches Wasser und das J-Verlegeverfahren für große Wassertiefen. Bei kleinen Rohrdurchmessern kann die Pipeline von einer großen Spule abgewickelt und verlegt werden.
Auf der Amazon wird bei den größeren Rohrdurchmessern (> 0,6 m) das G-Verfahren angewendet, eine Kombination des J- und S-Verlegeverfahrens. Der Rohrstrang wird nach dem S-Verfahren in der Schweißstraße an Deck hergestellt, anschließend in das Heckrad geführt, umgelenkt und nach oben in den Verlegeturm geführt und von hier über zwei Spannvorrichtungen (bis 570 t) nach dem J-Verlegeverfahren auf den Meeresgrund abgesenkt.